# Équipe du Venezuela des moins de 20 ans de football
Maillots
L'équipe du Venezuela de football des moins de 20 ans est une sélection de joueurs de moins de 20 ans au début des deux années de compétition placée sous la responsabilité de la Fédération du vénézuélienne de football.

## Histoire

### Épopée en Coupe du Monde (2017)
Le Mondial U20 de 2017 est considéré comme la plus belle aventure, compte tenu la situation politique du pays.

#### Phase de groupes
Le Vénezuela tombe dans le Groupe B face à l'Allemagne, au Mexique et au Vanuatu. Le Vénezuela remporte ses trois matchs et se qualifie pour la suite de la compétition.

#### Phase à élimination directe
Pour débuter les huitièmes de finale, le Vénézuela tombe face au Japon, le Venezuela s'imposera grâce à un but de Herrera en prolongation, résultant en une qualification en quarts de finale.
En quarts de finale, la sélection tombe face à leur pire ennemi politique, les États-Unis, le Vénezuela s'impose grâce aux buts de Adalberto Peñaranda et Nahuel Ferraresi contre un but de l'américain Jeremy Ebobisse, le Venezuela s'impose deux buts à ub et se qualifie pour le dernier carré.
Ils tombent face à l'Uruguay, à la 49e minute, le vénézuélien Josua Mejías tacle l'uruguayen Agustín Canobbio à la surface de réparation et provoque un pénalty pour l'Uruguay qui fut marqué par Nicolás De La Cruz, alors que tout semble perdu, le défenseur uruguayen Santiago Bueno tacle l'attaquant vénézuélien Yangel Herrera et entraîne un coup franc marqué par Samuel Sosa emmenant ainsi les siens en prolongation, après des prolongations nulles et vierges, les deux équipes se départagent aux tirs au but, le gardien de but Wuilker Faríñez finit par arrêter le pénalty décisif de De La Cruz et emmène les vénézuéliens en finale.
Pour la finale, le Vénézuela affronte les anglais pour espérer ramener la coupe dans leur pays, malheureusement, la sélection vénezuélienne s'incline par un but à zéro, cette aventure restera la plus belle de la sélection vénézuélienne.

## Parcours en compétition internationale

### Coupe du monde des moins de 20 ans
| Coupe du monde des moins de 20 ans | Coupe du monde des moins de 20 ans | Coupe du monde des moins de 20 ans | Coupe du monde des moins de 20 ans | Coupe du monde des moins de 20 ans | Coupe du monde des moins de 20 ans | Coupe du monde des moins de 20 ans | Coupe du monde des moins de 20 ans |
| Année                              | Tour                               | J                                  | G                                  | N                                  | P                                  | Bp                                 | Bc                                 |
| ---------------------------------- | ---------------------------------- | ---------------------------------- | ---------------------------------- | ---------------------------------- | ---------------------------------- | ---------------------------------- | ---------------------------------- |
| 1977                               | Non qualifiée                      | -                                  | -                                  | -                                  | -                                  | -                                  | -                                  |
| 1979                               | Non participant                    | -                                  | -                                  | -                                  | -                                  | -                                  | -                                  |
| 1981                               | Non qualifiée                      | -                                  | -                                  | -                                  | -                                  | -                                  | -                                  |
| 1983                               | Non qualifiée                      | -                                  | -                                  | -                                  | -                                  | -                                  | -                                  |
| 1985                               | Non qualifiée                      | -                                  | -                                  | -                                  | -                                  | -                                  | -                                  |
| 1987                               | Non participant                    | -                                  | -                                  | -                                  | -                                  | -                                  | -                                  |
| 1989                               | Non qualifiée                      | -                                  | -                                  | -                                  | -                                  | -                                  | -                                  |
| 1991                               | Non qualifiée                      | -                                  | -                                  | -                                  | -                                  | -                                  | -                                  |
| 1993                               | Non participant                    | -                                  | -                                  | -                                  | -                                  | -                                  | -                                  |
| 1995                               | Non qualifiée                      | -                                  | -                                  | -                                  | -                                  | -                                  | -                                  |
| 1997                               | Non qualifiée                      | -                                  | -                                  | -                                  | -                                  | -                                  | -                                  |
| 1999                               | Non qualifiée                      | -                                  | -                                  | -                                  | -                                  | -                                  | -                                  |
| 2001                               | Non qualifiée                      | -                                  | -                                  | -                                  | -                                  | -                                  | -                                  |
| 2003                               | Non qualifiée                      | -                                  | -                                  | -                                  | -                                  | -                                  | -                                  |
| 2005                               | Non qualifiée                      | -                                  | -                                  | -                                  | -                                  | -                                  | -                                  |
| 2007                               | Non qualifiée                      | -                                  | -                                  | -                                  | -                                  | -                                  | -                                  |
| 2009                               | Huitième de finale                 | 4                                  | 2                                  | 0                                  | 2                                  | 10                                 | 5                                  |
| 2011                               | Non qualifiée                      | -                                  | -                                  | -                                  | -                                  | -                                  | -                                  |
| 2013                               | Non qualifiée                      | -                                  | -                                  | -                                  | -                                  | -                                  | -                                  |
| 2015                               | Non qualifiée                      | -                                  | -                                  | -                                  | -                                  | -                                  | -                                  |
| 2017                               | Finaliste                          | 7                                  | 5                                  | 1                                  | 1                                  | 14                                 | 3                                  |
| 2019                               | Non qualifiée                      | -                                  | -                                  | -                                  | -                                  | -                                  | -                                  |
| 2023                               | Non qualifiée                      | -                                  | -                                  | -                                  | -                                  | -                                  | -                                  |
| 2025                               | Non qualifiée                      | -                                  | -                                  | -                                  | -                                  | -                                  | -                                  |
| Total                              | 2/24                               | 11                                 | 7                                  | 1                                  | 3                                  | 24                                 | 8                                  |

### Championnat des moins de 20 ans CONMEBOL
| - 1954 : 3e - 1958 : 1er tour - 1964 : 1er tour - 1967 : 1er tour - 1971 : 1er tour - 1974 : 1er tour - 1975 : Ne participe pas - 1977 : 1er tour - 1979 : Ne participe pas - 1981 : 1er tour - 1983 : 1er tour - 1985 : 1er tour - 1987 : Ne participe pas |  | - 1988 : 1er tour - 1991 : 1er tour - 1992 : Ne participe pas - 1995 : 1er tour - 1997 : 5e - 1999 : 1er tour - 2001 : 1er tour - 2003 : 1er tour - 2005 : 6e - 2007 : 1er tour - 2009 : 4e - 2011 : 1er tour - 2013 : 1er tour |  | - 2015 : 1er tour - 2017 : 3e - 2019 : 6e - 2023 : 5e |

## Palmarès
- Finaliste de la Coupe du monde des moins de 20 ans en 2017
- Troisième du Championnat de la CONMEBOL de football des moins de 20 ans en 1954 et 2017

## Personnalités de l'équipe

### Effectif actuel
Les joueurs suivants prendront part au Tournoi de Toulon 2022, organisé en du 29 mai au 12 juin 2022.
Gardiens
- Frankarlos Benítez
- Samuel Rodriguez

Défenseurs
- Jon Aramburu
- Luis Casiani
- Óscar Conde
- Adrián Cova
- Alejandro Cova
- Andrés Ferro
- Jesús Paz
- Renne Rivas

Milieux
- Abraham Bahachille
- Jesús Castellano
- Bryant Ortega
- Andrés Romero
- Emerson Ruíz
- Telasco Segovia

Attaquants
- Yerson Chacón
- Jeriel De Santis
- Matías Lacava
- Daniel Pérez
- Manuel Sulbarán